# Stracathro
Stracatho (gaélico escocés: Srath Catharach) es una aldea pequeña en Angus, Escocia, al noreste de Brechin por la carretera A90.
En este sitio se ha descubierto un antiguo campo de marcha romano, situado a un día de distancia del siguiente campamento hacia el norte, el de Raedykes.
En Stracathro, el 7 de julio de 1296, Juan de Balliol reconoció públicamente sus errores y afianzó su relación con Eduardo I de Inglaterra.